# 老虎庙
张世和（1953年9月27日—），网名老虎庙，陕西西安人，公民记者，纪录片编导，公盟与新公民运动的参与者与见证人，被《新闻周刊》、《三联生活周刊》等多家媒体称为“公民记者的第一实践者”，原从事北京影视广告行业，现为自由职业者，上世纪80年代加入过作协并曾经下海经商。小学文化毕业，他将自己的所见所闻所感以博客和DV的形式展现出来，受到很多人的关注，本人也自称为“行走的博客”。2003年的王府井杀人案录像使他获得了公民记者的称号。

## 生平
2004年11月7日王府井杀人案，王府井大街上一个男子用剪刀向卖水果的女人头部猛扎十多下将该女子杀死。老虎庙拍摄并拨打了110，警察在十几分钟后赶到。老虎将自己的记录第一时间在网上发布，拍摄王府井杀人案使老虎庙一举成名，被中国博客教父方兴东称为公民记者第一人，《新闻周刊》、《三联生活周刊》等多家媒体也称他为“公民记者的第一实践者”，此次事件也被称为中国博客史上的一座里程碑。
2007年8月10日老虎庙骑单车出发开始他的“草根报道之旅”。老虎庙骑车到达山西、内蒙古、陕北、宁夏，考察乡土民情，通过博客记录见闻。这次报道持续73天，期间老虎庙写下了《矿难就在身边》《百花山上苍龙缚》《大佛脚下的现实生存》等反映中国真实情况的文章。当年8月16日中宣部新闻局发布通知，要求各媒体不要对此再进行报道，而且不要再用“公民记者”者等称谓。
2007年底，老虎庙为记录即将拆迁的北京前门大街时发现了流民的临时住所。老虎庙记录了流民的生活。为了帮助这些流民，老虎庙发动了“流民公房”救助计划。在各方的推动下，北京市民政部门发起了一次救助行动，但是据老虎庙了解，仍有很多流民的生活状况没有得到改善。
2008年7月1日发生了杨佳袭警案，老虎庙与杨佳的母亲进行联系将杨家的信息传出，老虎庙陪同刘晓原律师找到杨佳爸爸，并且和志愿者们帮助杨佳的母亲建立了博客。
2009年老虎庙开始了解到公盟并用DV为公盟和许志永拍摄了很多记录。
后来公盟因为税案被取缔。
2010年3月5日晚，老虎庙和朋友李朝阳、许平修在外就餐返回老虎庙家中后，被陕西国保和警察以“两会”和维稳为由，强制带回陕西老家。
2010年6月，许志永、滕彪、王功权、黎雄兵、李方平、徐友渔和张世和（老虎庙）发起《公民承诺》倡议书，期待中国公民意识能够更加普遍，共同支持保护公民的权利一般被认为是新公民运动的发端。
2010年10月，因为十七届五中全会的召开，在网络上已连续发布三十多集由老虎庙参与拍摄的《努力走向公民社会》大型系列影画演讲录被封锁，但是拍摄还在持续。]《努力走向公民社会》是记录各界人士对公民社会的看法的演讲录，现已有47集。老虎庙还著有30万字书稿《中国北方农村调查报告》。
2012年底，老虎庙再次开始了被他称为西去长安的考察。
2014年4月23日在老虎庙的youtube上发布了纪录片《许志永》记录了许志永以及公盟的重大事件。
2014年7月20日女访民张小玉夺水果刀捅死劫访国保，老虎庙的电话录音能证明水果刀是警方的，有利于张小玉。